# Flankskydd
Flankskydd, militär term vid förflyttning samt under strid. Avser förband som grupperas eller rör sig vid sidan om huvudstyrkan i syfte att varna och skydda huvudstyrkan ifall fienden försöker sig på ett överraskande anfall från en oväntad sida.